# Паєрн
Паєрн (фр. Payerne) — місто  в Швейцарії в кантоні Во, округ Бруа-Вюлі.

## Географія
Місто розташоване на відстані близько 45 км на захід від Берна, 40 км на північний схід від Лозанни.
Паєрн має площу 24,2 км², з яких на 23,1% дозволяється будівництво (житлове та будівництво доріг), 60% використовуються в сільськогосподарських цілях, 14,8% зайнято лісами, 2,1% не є продуктивними (річки, льодовики або гори).

## Демографія
2019 року в місті мешкало 10 040 осіб (+15% порівняно з 2010 роком), іноземців було 40,6%. Густота населення становила 415 осіб/км².
За віковим діапазоном населення розподілялося таким чином: 23,4% — особи молодші 20 років, 60,3% — особи у віці 20—64 років, 16,2% — особи у віці 65 років та старші. Було 4394 помешкань (у середньому 2,3 особи в помешканні).
Із загальної кількості 6857 працюючих 93 було зайнятих в первинному секторі, 1001 — в обробній промисловості, 5763 — в галузі послуг.